# LYMEC
LYMEC is de koepelorganisatie van liberale jongerenorganisaties in Europa. Officieel staat LYMEC voor Liberal Youth Movement of the European Communities, maar sinds de toetreding van enkele lidorganisaties van buiten de Europese Unie hanteert de organisatie het predicaat European Liberal Youth. De organisatie heeft sinds enige tijd een wettelijke status onder Belgisch recht en zetelt in de Montoyerstraat te Brussel, vlak bij het Europees Parlement. Zij werd opgericht in 1978, en haar eerste voorzitter was de Nederlander Gijs de Vries, voorheen de antiterrorisme coördinator van de EU. Tussen 2012 en 2014 was de Nederlander Jeroen Diepemaat, die eerder press officer was, lid en voormalig landelijk voorzitter is van de JOVD, voorzitter van LYMEC.
LYMEC is aangesloten bij de Liberale Internationale, bij IFLRY, bij de Europese Beweging en bij het European Youth Forum. Binnen LYMEC zagen de jongste jaren ook verscheidene suborganisaties het levenslicht, zoals Beneluberales, een jaarlijks congres met alle jongliberalen uit de Benelux, het European Liberal Students Network (ELSN), dat alle liberale studentenverenigingen van Europa groepeert, en het Liberal Initiative for Eastern Europe met een speciale focus op de ontluikende democratieën in de Balkan en het voormalige Oostblok.
Onder meer de Jonge Democraten, de JOVD, Jong VLD en de Jeunes MR, de jongerenorganisaties van respectievelijk D66, VVD, VLD en MR zijn lid van LYMEC, alsook de partijonafhankelijke studentenvereniging FEL. De organisatie is verbonden met de Europese partij van liberaal democraten, ALDE, en de fractie van liberalen en democraten in het Europees Parlement Renew Europe, ook al zijn niet alle LYMEC-leden of -lidorganisaties verbonden met de ALDE-partijen. Naast liberale jongerenorganisaties kunnen individuele jongeren ook lid worden. Via een online stemprocedure vaardigen de individuele leden ook stemgerechtigden af voor het LYMEC congres.